# سمرینگ (راه‌آهن)
سمرینگ (انگلیسی: Semmering railway) خط راه آهنی در نیدراسترایش واقع در اتریش است که در سال ۱۸۵۴ میلادی افتتاح گردید. این خط آهن جزء میراث جهانی یونسکو و جاذبه‌های گردشگری اتریش به شمار می‌آید.

## نگارخانه

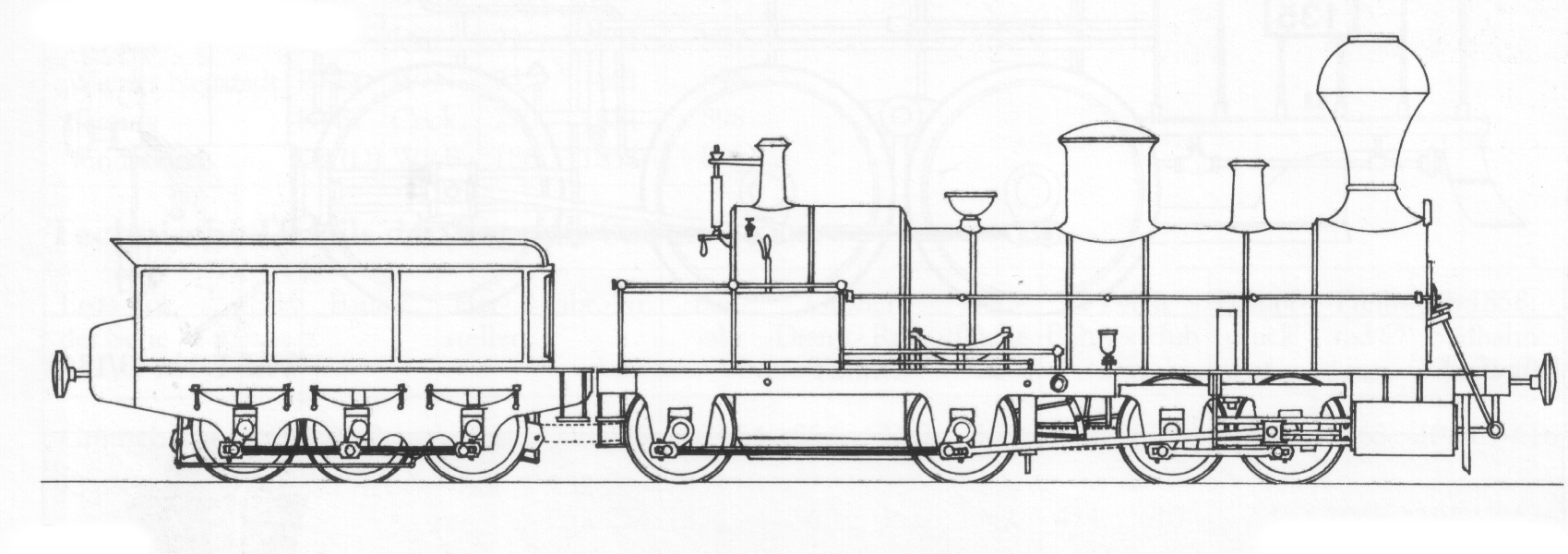
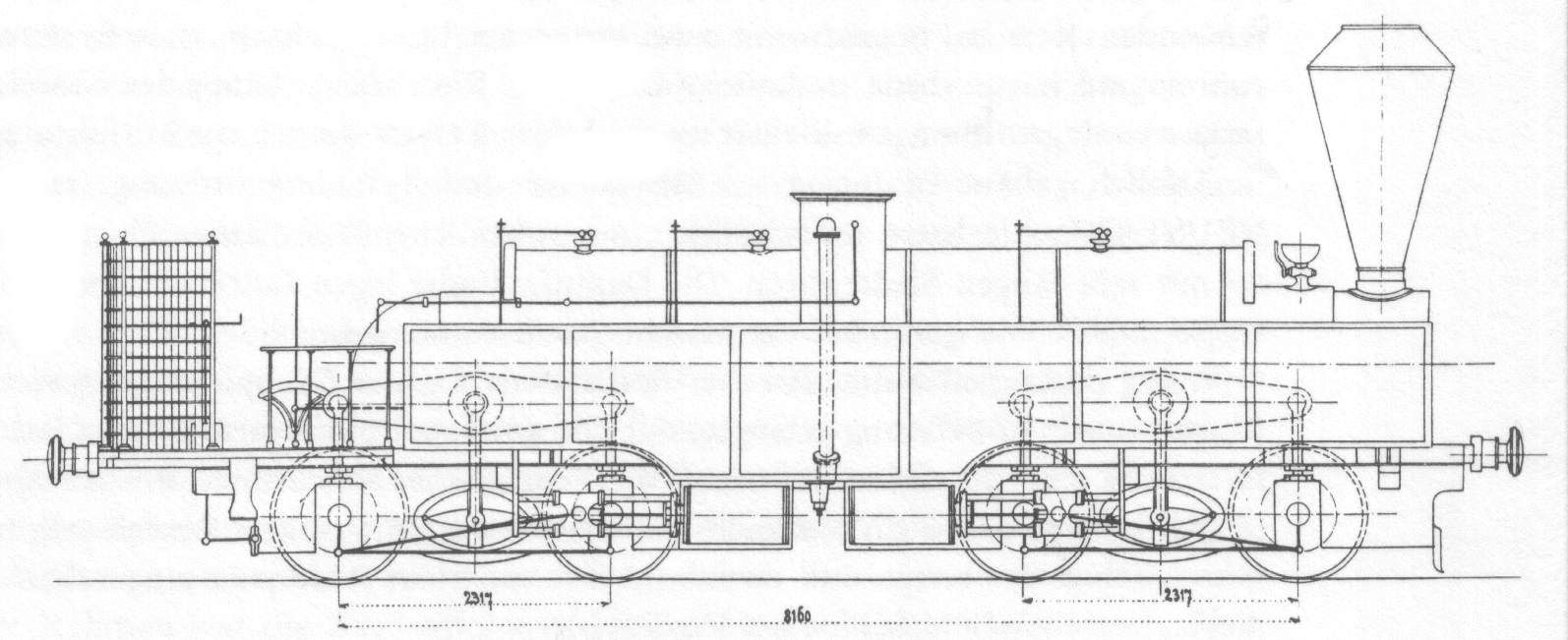
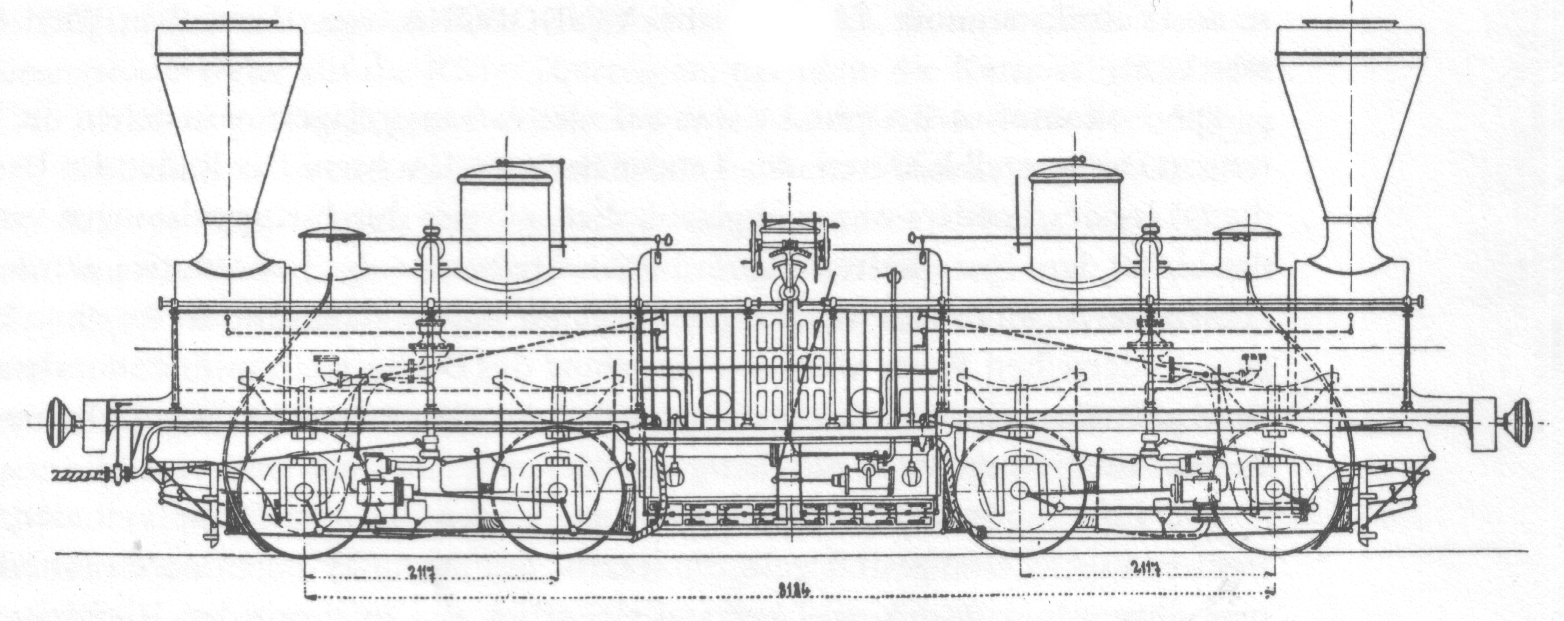